# Chinesischer Muntjak
Der Chinesische Muntjak (Muntiacus reevesi), auch Zwergmuntjak genannt, ist mit einer Schulterhöhe von 50 Zentimetern der kleinste Vertreter aus der Gattung der Muntjaks.

## Aussehen
Der Chinesische Muntjak erreicht eine Kopf-Rumpf-Länge von 70 bis 80 cm, zuzüglich eines 12 bis 13 cm langen Schwanzes und eine Schulterhöhe von 45 bis 50 cm. Das Gewicht liegt bei 14 bis 15 kg, im Durchschnitt sind Männchen etwa 15 % schwerer als Weibchen. Insgesamt handelt es sich um einen relativ kleinen Vertreter der Muntjaks mit einem gedrungenen Körper. Er besitzt nur einfache Geweihe mit einer Länge von ca. 15 cm, die nur einen kurzen Augspross aufweisen. Charakteristisch sind weiterhin die gerundeten Ohren. Bei männlichen Tieren tritt im Oberkiefer ein bis zu 6 cm langer, an einen Hauer erinnernder Eckzahn auf, der zu einem Drittel der Länge im Zahnfach steckt. Bei weiblichen Tieren ist dieser mit 1,7 cm Länge wesentlich kürzer. Das kurze Fell des Chinesischen Muntjaks ist im Sommer rostbraun, im Winter graubraun gefärbt, die langen Beine weisen eine dunklere Tönung auf, die Unterseite des Schwanzes eine weiße. Männchen tragen auf der Stirn ein dunkles V-förmiges Fellmuster, das an der Basis der Geweihstangen beginnt und auf der Stirnmitte endet.

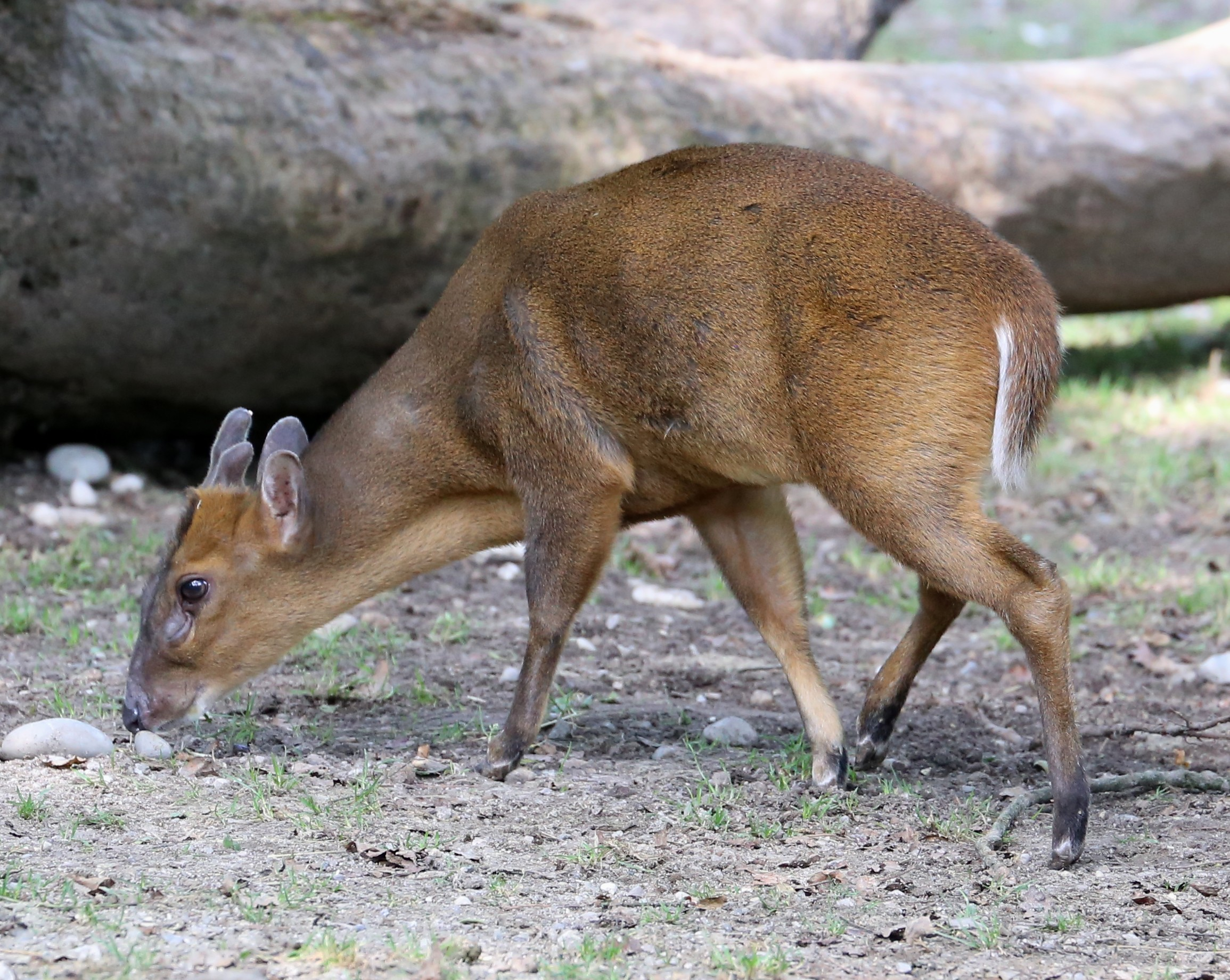
Chinesischer Muntjak im Tierpark Hellabrunn

## Vorkommen
Die Art kommt natürlich in der zentralen und südlichen Volksrepublik China sowie in Taiwan vor, wurde aber zu Beginn des 20. Jahrhunderts in England eingeführt, ebenso in Frankreich, wo sie heute aber nicht mehr vorkommt. In ihrem Ursprungsgebiet bewohnt sie Wälder der gemäßigten sowie der subtropischen und tropischen Zone in 200 bis 400 m Höhe. Gelegentlich erscheint der Chinesische Muntjak auch in alpinen Grasländern bis zu 3500 m Höhe. In England ist er in dichten Wäldern mit einer vielfältigen Vegetation zu finden.

## Lebensweise
Allgemein lebt der Chinesische Muntjak als Einzelgänger, selten in kleinen Gruppen oder Familienverbänden, und ist sowohl tag- als auch nachtaktiv. Einzelne Tiere beanspruchen ein Territorium mit einer Größe von 20 bis 30 ha, teilweise auch bis 100 ha, wobei diese bei Männchen häufig größer sind. Dabei zeigen sich männliche Tiere territorial mit einem Verteidigungsgürtel um das Kerngebiet, der manchmal auch in die Aktivitätsgebiete von Weibchen ragt. Allerdings können auch Weibchen gelegentlich territorial sein und besitzen dann ein ausschließlich von ihnen bewohntes Kerngebiet. Ein alarmiertes Tier erhebt den Schwanz und zeigt die helle Unterseite. Der Chinesische Muntjak ist ein selektiver Pflanzenfresser, zu seiner Nahrung zählen Blätter und die Triebe junger Bäume, aber auch Früchte.

## Fortpflanzung

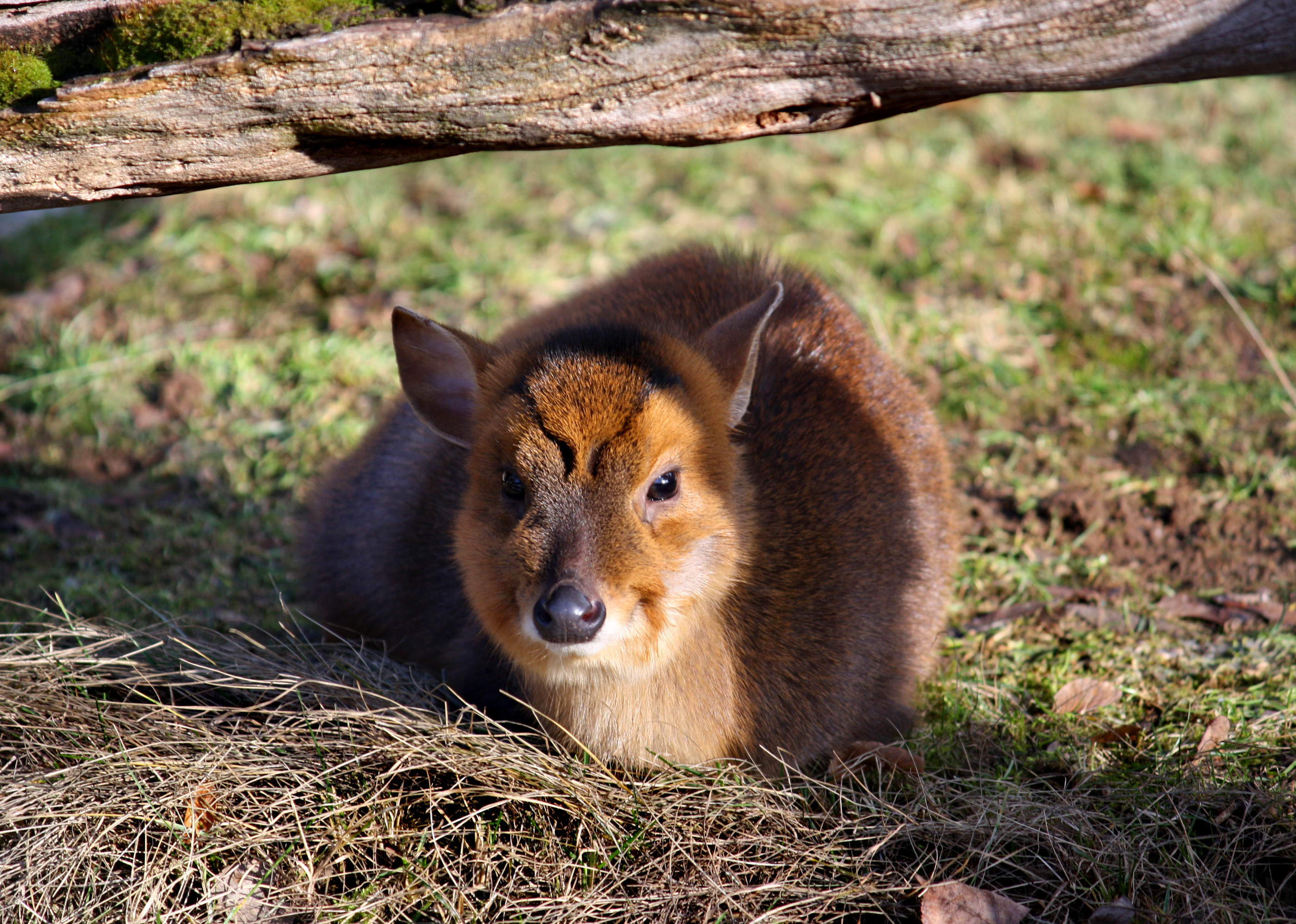
Jungtier des Chinesischen Muntjaks im Prager Zoo

Die Geschlechtsreife erreichen die Weibchen mit einem halben Jahr, der Östrus setzt alle 14 bis 15 Tage ein. Der Chinesische Muntjak hat eine ganzjährige Fortpflanzungsperiode. Die Tragzeit beträgt 209-220 (durchschnittlich 210) Tage. Die Weibchen bringen meist nur ein Junges zur Welt. Dieses wiegt 1,2 kg und besitzt ockerfarbene Fellflecken. Allerdings verliert sich die jugendliche Fellzeichnung nach etwa zwei Monaten. Die Stillzeit dauert etwa vier Monate. Nach sechs Monaten erreicht das Jungtier bereits 60 % des Gewichtes der Alttiere, nach 18 Monaten sind es rund 90 %. Das erste Geweih bildet sich frühestens nach einem Dreivierteljahr. Männliche Jungtiere verlassen das Muttertier nach fünf bis sechs Monaten, teilweise auch später. Die höchste Lebenserwartung beträgt 13 Jahre.

## Systematik
Von dieser Art sind 2 Unterarten bekannt:
- M. r. reevesi; Verbreitung: Volksrepublik China
- M. r. micrurus; Verbreitung: Taiwan

Dabei wurde die Unterart aus China in England eingeführt. Der Artname des Chinesischen Muntjaks ehrt J. Reeves, einen Naturforscher und Angestellten der British East India Company, der 19 Jahre in China arbeitete.

## Gefährdung und Schutzmaßnahmen

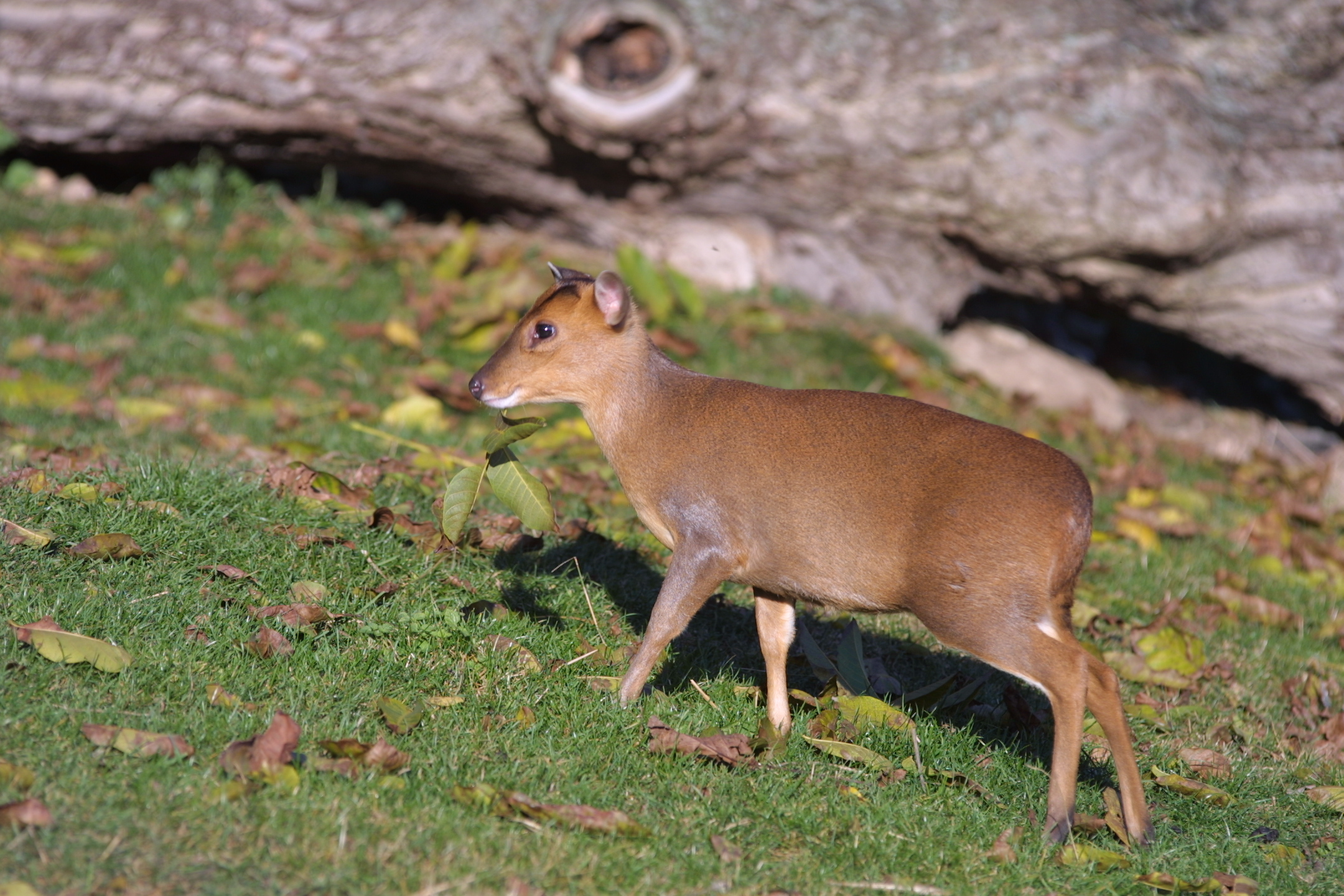
Unterart Muntiacus reevesi reevesi im Zoo von Pilsen, Tschechien

Obwohl die Art teilweise bejagt wird und ihr Lebensraum schrumpft, ist sie noch relativ häufig vertreten und weit verbreitet. Deshalb listet die IUCN den Chinesischen Muntjak in der Kategorie „nicht gefährdet“ (least concern) ein. Im Verbreitungsgebiet der Muntjakart wurden mehrere Gebiete zum Schutz ausgewiesen.

## Invasive Art
Nachdem einige Exemplare des Chinesischen Muntjak in England zur Jagd eingeführt und ausgesetzt wurden, hat sich in Großbritannien mangels natürlicher Feinde mittlerweile eine Population von geschätzt 50.000 Tieren entwickelt. Da dies jedoch unerwünscht ist, werden diese Tiere als invasive Population betrachtet und die EU-Verordnung 1143/2014 untersagt die Zucht und Weitergabe von Muntjaks sowie 22 weiterer Tierarten. Seit dem 15. November 2021 gilt die Art in Schleswig-Holstein als Invasive Art und ist somit für Jäger (unter Beachtung diverser anderer Rechtsprechungen) zum Abschuss frei. Gleiches gilt für Rheinland-Pfalz.